# ビゴーを知っていますか
ビゴーを知っていますか（ビゴーをしっていますか）は、日本とフランスの共同制作で1982年に放映されたテレビドラマ。日本では1982年10月9日にNHK総合テレビの20時 - 22時で放映された。フランスでのタイトルは"Le Kimono Rouge"（「赤い着物」）。
1982年度芸術祭参加作品。

## 概要
NHKとフランス・アンテンヌ2の初の共同制作ドラマとして、明治時代の日本で風刺画家として活動したジョルジュ・ビゴーを主人公として描いた（本作が放映された1982年は、ビゴーの来日100周年に当たっていた）。キャストとして、日本側は『将軍 SHŌGUN』で国際的な知名度を得た島田陽子や2年前にやはり明治を舞台とした大河ドラマ『獅子の時代』で主役の一人を演じた菅原文太、フランス側は演出家でもあるニコラ・バタイユなどの著名な人物が起用された。
日本での視聴率は「13%程度」であった。その後、一度再放映されている。フランスでは初回放送時の視聴率の悪さゆえに今日まで再放映がなされていない。この背景には、第二次大戦中の仏印進駐時に日本に対する恐怖心を植え付けられた年配の視聴者への配慮から、視聴者の少ない時間帯に放映されたという事情があったという。

## あらすじ
時は1880年代、フランスの若い画家・ビゴーは、日本の浮世絵に魅せられる。それが高じてビゴーはついに日本に渡航。仙太郎という同世代の男と仲良くなり、日本のことをいろいろと教えてもらう。しかし、すでに日本の社会は浮世絵の世界から離れて、西欧化・近代化を追い求めていた。ビゴーは東京の下町でようやく浮世絵師を続けていた伊吉という男と出会い、押しかけのような形で入門、浮世絵の修行を始める。伊吉は妻はすでになく、おれんという娘がいた。伊吉の絵は思うように売れず、おれんは遊郭で身を売っていた。ビゴーはおれんと親しくなるとともに、自由民権運動家の中江兆民とも知り合う。

## キャスト
ビゴー
演 - イヴ・ベネトン（Yves Beneyton）
おれん
演 - 島田陽子
伊吉
演 - 花沢徳衛
中江兆民
演 - 菅原文太
仙太郎
演 - 矢崎滋
佐野マス
演 - 水沢アキ
清
演 - 佐藤英夫
たか
演 - 佐々木すみ江
六八
演 - 悠玄亭玉介
フーク
演 - ニコラ・バタイユ
モーリス
演 - 上松美紀夫
その他
演 - 長塚京三、 カチャ・チャンコ（Katia Tchenko）、クリスチャン・フレデリック

## スタッフ
- 脚本 - 岩間芳樹
- 演出 - 村上佑二、オリビエ・ジェラード
- 音楽 - 冨田勲
- 撮影 - 藤本宏三
- 録音 - 伊藤善則
- 原作 - 清水勲『明治の諷刺画家ビゴー』（新潮社）

## 受賞
- 日本テレビ技術賞（現在の映像技術賞）

第22回：伊藤善則（撮影部門）、藤本宏三（録音部門、奨励賞）
なお、NHKアーカイブスでの紹介等一部の文献には「1983年度国際エミー賞優秀賞受賞」と記載されているが、現在の国際エミー賞公式ウェブサイトにある過去の受賞作品リストには本作に相当する作品は掲載されていない。

## 関連文献
- 日本放送作家組合（編）、1983年7月25日『テレビドラマ代表作選集 1983年版』日本放送作家組合、113–171頁。